# 東京都立豊多摩病院
東京都立豊多摩病院（とうきょうとりつとよたまびょういん）とは、かつて東京都新宿区にあった医療機関。伝染病を専門に扱う病院であった。

## 概要
1898年に豊多摩郡の各町村が大久保病院の一部を間借りして伝染病隔離所を設けたのが始まりである。1902年12月に東京府豊多摩郡淀橋町柏木1279番地（現在の新宿区北新宿四丁目6番1号）の地に移り、東京府豊多摩病院として伝染病予防法による伝染病院を開設した。
1922年4月、郡制廃止に伴い、豊多摩郡の町村は「豊多摩病院組合」を作り、4月13日、町村組合豊多摩病院として運営が再スタートした。1931年には鉄筋コンクリート2階建ての新病棟が完成した。
1932年10月1日、東京市が豊多摩郡を編入したことにより、東京市立豊多摩病院となる。伝染病院としてはすでにあった駒込、本所や、豊多摩と同様に市立病院となった豊島、荏原、足立、葛飾の各病院と合わせ7病院となった。1943年の都制施行で東京都立豊多摩病院と名称変更。1948年1月17日に性病病院を置く（1950年11月30日まで）。性病病院のある間は1階に性病病院、2階に伝染病院とすみわけを行なった。
施設の老朽化、伝染病の縮小傾向により1962年頃から廃止が検討され、1966年3月をもって廃止された。1月に入院患者の受け入れを、2月に外来患者の受け入れをそれぞれ停止し、患者は都立豊島病院・都立荏原病院に転院した。
跡地は新たに看護学校建物が新築され、1969年に東京都立第一高等看護学院飯田橋分校舎が移転し、1971年に東京都立新宿高等看護学院（1977年に東京都立新宿看護専門学校に校名変更）が設置された。しかし、看護専門学校も1988年に廃止。(後の東京都立医療技術短期大学の源流の一つ。これも2000年に廃校。現在の東京都立大学に統合された)現在は東京都による青少年に関する複合施設東京都子供家庭総合センター(東京都福祉保健局による東京都児童相談センター、東京都教育庁による東京都教育相談センター、警視庁による警視庁新宿少年センター)が立地している。

## 交通アクセス
- 国鉄中央線大久保駅から徒歩約10分